# Дораемон (персонаж)
Дораемон (яп. ドラえもん) — вигаданий персонаж однойменного японського серіалу манґи та аніме, створений Фуджіко Фуджіо. Робот-самець, безвухий кіт, який подорожує в минуле з 22 століття, щоб допомогти хлопчикові-підлітку на ім'я Нобіта. В офіційному свідоцтві про народження персонажа вказана дата його народження 3 вересня 2112 року, а містом проживання — Кавасакі, Канаґава, місто, де була створена манґа. У 2008 році Міністерство закордонних справ Японії призначило Дораемона «аніме-послом» країни.

## Створення і концепція
Дораемон був спочатку задуманий Хіроші Фуджімото після трьох подій. По-перше, коли він шукав ідеї для нової манґи, йому захотілося, щоб існувала машина, яка придумувала б ідеї за нього. По-друге, він перечепився через іграшку своєї доньки. По-третє, він почув, як по сусідству б'ються коти.
Ім'я «Дораемон» можна перекласти приблизно як «бродяга». Незвичайним є те, що ім'я Дораемон (яп. ドラえもん) написане сумішшю двох японських абеток: катакана (ドラ) і хірагана (えもん). «Дора» походить від dora neko (яп. どら猫, бездомний кіт) і є спотворенням слова nora (бродяга), тоді як -emon (на кандзі 衛門) — це старомодний суфікс для чоловічих імен (наприклад, як у Ісікави Гоемона).

## Характеристики
Зовнішній вигляд Дораемона змінювався з розвитком манґи. Спочатку він був переважно кольору королівської риби, з синім хвостом, білим животом і тілесними руками та ногами. Він також був сутулим, а його тіло було набагато більшим за голову. У наступних випусках він мав менше тіло, білі руки і ноги та червоний хвіст — зовнішній вигляд, який найбільше асоціюється з ним сьогодні. У короткометражному фільмі 1995 року «2112: Народження Дораемона» (а також у сюжетній арці «Дораемони», що розгортається в Школі роботів) показано, що початковий колір Дораемона був жовтим, і він мав більш високий голос, ніж його сучасний аналог. Після того, як робот-миша відгриз йому вуха в резиденції Нобі 22 століття, він впав у депресію на вершині вежі, де помилково випив зілля з написом «смуток» замість «щастя». Коли він плакав, жовтий колір змився з його обличчя, а голос змінився під дією зілля. В результаті у нього розвинувся патологічний страх перед мишами, незважаючи на те, що він був роботизованим котом. Дораемон часто лютує, коли його приймають за єнотоподібну собаку через відсутність вух, що є постійним жартом у серіалі.
Дораемон вважається неякісним продуктом, оскільки багато його роботизованих функцій (наприклад, вуса-радари та дзвіночок, що приманює котів) вийшли з ладу після виробництва через нещасний випадок на заводі під час його створення. Через цю несправність Дораемон не дуже добре навчався у школі роботів, а під час фінальної презентації показав себе погано, і ніхто не хотів його наймати, поки малюк Севаші не натиснув на кнопку. Його батьки були проти, але оскільки Севаші він сподобався, вони найняли Дораемона, і він піклувався про нього, поки Севаші сам не відправив його в минуле, щоб подбати про Нобіту. Незважаючи на це, Дораемон демонструє багато розуму і здорового глузду. Кожного разу, коли він проводить час зі своїм другом Мії-чаном (милим вуличним котом), він називає це «важливою роботою», щоб виправдатись за те, що не виконує роботу по дому, про яку його просить мати Нобіти. Як робота, Дораемона можна запрограмувати на виконання завдання, натиснувши кнопку на його носі, і він навіть може вимкнутися, якщо потягнути його за хвіст. У кількох епізодах показано, що Дораемону загрожує небезпека заводського браку або поломки.
Улюблена їжа Дораемона — дораякі (яп. どら焼き), японські солодощі з пастою з червоної квасолі.

## Поява

### Дораемон
Дораемона відправляє в минуле хлопець на ім’я Севаші Нобі, щоб він покращив становище свого прапрадіда Нобіти, і щоб його нащадки могли насолоджуватися кращим майбутнім. У початковій шкалі часу Нобіта не зазнав нічого, крім страждань і нещасть, які проявлялися у вигляді дуже поганих оцінок і знущань протягом усього його життя. Кульмінацією цього є згоряння його майбутнього бізнесу, що призводить до фінансових проблем його родини. Щоб змінити історію та покращити долю сім’ї Нобі, Севаші спочатку хотів надіслати суперробота, щоб захистити Нобіту, але з його мізерними грошима він міг дозволити собі лише недосконалу фабрично забраковану іграшку: антропоморфного робота-кота на ім'я Дораемон.
Дораемона було створено 3 вересня 2112 року Matsushiba Robot Factory (яп. マツシバ • ロボット • 工場). У нього є чотиривимірна кишеня (яп. 四次元ポケット) з якої він дістає їжу, гроші, ліки, десерти та, головне, гаджети з майбутнього.

### Інші медіа
Французький актор Жан Рено зіграв Дораемона в кількох телевізійних рекламних роликах протягом 2011 та 2016 років. Реклама була створена компанією Toyota і зображує персонажів серіалу через два десятиліття після того, як вони «виросли».
Дораемон з’явився на демонстрації відео в Токіо на церемонії закриття літніх Олімпійських ігор 2016 року у формі аніме зі своїми колегами-аніме-персонажами Нобітою, Шідзукою, Джаном, Сунео та іншими відомими японськими персонажами, такими як Капітан Цубаса, Пакмен і Хелло Кітті. Пізніше він з’явився на відео, де він допоміг прем’єр-міністру Сіндзо Абе (в костюмі Маріо), посадивши варп-пайп від перехрестя Шибуя до стадіону Маракана.

## Сприйняття
З точки зору популярності персонажа порівнюють із Міккі Маусом Волта Діснея, Дораемон вважається культовою фігурою в Японії. Він отримав критику в ЗМІ материкового Китаю, де вони вважали Дораемона політично підривним персонажем і що він був інструментом «культурного вторгнення» Японії.
У 2019 році асамблея Пакистану прийняла резолюцію про заборону Дораемона, стверджуючи, що він «шкідливо впливає на дітей». Однією з причин, на яку посилається законодавець, є зображення взаємодії Нобіти з Шідзукою в школі, яке було названо несумісним з пакистанською та мусульманською культурою.
У своїй книзі «Японська поп-музика: у світі японської популярної культури» автор Тімоті Дж. Крейг написав: «Хоча Дораемон сам є високотехнологічним продуктом, він має привабливу особистість, яка захоплює молоду аудиторію. Він є повноправним членом сім'ї Нобіти і близьким другом Нобіти та його супутників. Зображений таким чином, Дораемон представляє оптимістичний погляд на відносини між технологіями та людиною».
В опитуванні, проведеному Oricon у 2007 році серед 1000 людей, Дораемон був визнаний другим найсильнішим персонажем манги всіх часів, поступаючись лише Сону Гоку, головному герою Dragon Ball.
У 2008 році персонажа Дораемона було призначено «послом аніме», щоб сприяти просуванню японського аніме в усьому світі, а в 2013 році Дораемон був визнаний найпопулярнішим персонажем серед японських дітей в опитуванні, проведеному компанією Video Research Ltd., і цю позицію персонаж утримував з червня 2009 року. У The Wall Street Journal Токо Секіґучі назвав його «мабуть, найулюбленішим мультиплікаційним персонажем в Японії». Google Japan використав Дораемона у своєму тематичному малюнку 3 вересня 2009 року, на святкуванні 40-річчя персонажа.
У 2012 році Гонконг відсвяткував день народження Дораемона на 100 років раніше, влаштувавши серію показів персонажа.
Політик Осаму Фудзімура відомий як «Дораемон з Нагатачо» завдяки своїй постаті та доброму характеру. Борець сумо Такамісугі отримав прізвисько «Дораемон» через його схожість з персонажем. ESP Guitars також створили кілька гітар у формі Дораемона.
Протягом 2014 року Дораемон був представлений на обкладинках усіх 51 журналів, які видає Shogakukan.